# Егоров, Владимир Васильевич
Владимир Васильевич Егоров (род. 31 декабря 1923, д. Смородовка, Псковской губернии, РСФСР — 8 апреля 1981, Ленинград, СССР) — участник Великой Отечественной войны, командир партизанского полка 5-й Ленинградской партизанской бригады Ленинградского штаба партизанского движения, Герой Советского Союза, после войны преподаватель и начальник научно-исследовательской лаборатории Высшего военно-морского инженерного училища имени Ф. Э. Дзержинского, кандидат технических наук, капитан 1 ранга.

## Биография
Егоров Владимир Васильевич родился 31 декабря 1923 года в деревне Смородовка (в 7 км от посёлка городского типа Дедовичи) (ныне Дедовичский район, Псковская область) в семье рабочего-железнодорожника, старшего стрелочника разъезда Судома Василия Егоровича Егорова и его жены Марии Карловны (с 1930 года — колхозница).
В 1930 году пошёл учиться в Красногорскую начальную школу, а после её окончания в 1934 году в Дедовичскую среднюю школу № 1. Был членом комсомола, занимался спортом, единственный из учеников школы имел полный комплект наградных значков «Ворошиловский стрелок», «Будь готов к труду и обороне», «Готов к противохимической обороне» и «Готов к санитарной обороне» ОСОАВИАХИМа, участвовал в школьных спектаклях. В 1940 году с аттестатом отличника окончил школу и поступил в Ленинградский институт инженеров гражданского воздушного флота.

### Участие в войне
Великая Отечественная война застала Владимира Егорова в родной деревне, где он проводил студенческие каникулы. В первый день войны Егоров пошел в военкомат записываться добровольцем на фронт, но ему было отказано, так как его год ещё не подлежал мобилизации. В первых числах июля 1941 года Егоров был принят в истребительный батальон Дедовичского района. 27 июля 1941 года добровольно вступил в партизанский отряд «Будёновец», которым руководил секретарь Дедовичского райкома партии Николай Александрович Рачков. Егоров стал в отряде пулемётчиком. В августе 1941 года отряд вошёл в состав 2-й ленинградской партизанской бригады, участвовал в нападении на немецкие гарнизоны в Яссках, Дедовичах и Холме. Весной 1942 года партизаны произвели налёт на станцию Бетково и взорвали мост, что на 18 суток остановило движение вражеских поездов.
«...будучи командиром партизанского полка, Егоров впереди восемнадцати бойцов ворвался с пулемётом в руках в деревню Ситня. Внезапность удара решила успех боя. Немецкий гарнизон был разгромлен наголову. Пулемёт Егорова так раскалился, что после этого боя пришлось бинтовать командиру руки, - от ожогов они покрылись волдырями.
В 1942 году Егорова избрали секретарём комсомольской организации партизанского отряда. В апреле 1942 года Егоров стал командиром отделения, а уже в сентябре командиром взвода разведки партизанского отряда и был награждён первой своей наградой — медалью «За отвагу». С февраля 1943 года начальник штаба отряда, с апреля — командир отряда № 100, который состоял в основном из кадровых моряков, высадившихся в тыл врага десантом с самолётов. В беседах с моряками у Егорова зародилось желание стать военным моряком, которое он осуществил уже после войны. К лету 1943 года отряды 5-й партизанской бригады приблизились к фронтовой полосе. В ноябре 1943 года, когда отряд моряков-десантников вырос до нескольких сот человек и был преобразован в 4-й партизанский полк 5-й Ленинградской партизанской бригады Ленинградского штаба партизанского движения, Егоров стал его командиром. Популярность полка Егорова была велика, осенью 1943 года в этот полк вступило свыше пятисот человек. В январе 1944 года, когда началось наступление советских войск под Ленинградом и враг стал откатываться на запад, боевая активность полка Егорова возросла. По своему составу полк уже представлял воинскую часть. В нём было 1200 бойцов, четыре пушки, семь станковых и восемьдесят ручных пулеметов, около 1000 автоматов и винтовок. До марта 1944 года полк принимал активное участие в партизанском движении под Ленинградом, Псковом, Новгородом и Нарвой. Партизанский полк под командованием Владимира Егорова пустил под откос 23 эшелона противника, подорвал свыше 10 тысяч рельсов, 18 мостов на шоссейных и железных дорогах, уничтожил более 23 тысяч километров телеграфно-телефонных линий связи врага, в том числе и важную линию связи на участке городов Дно, Сольцы. Партизаны провели 9 успешных налётов на расположение вражеских гарнизонов, в том числе на станции Морино, Леменка, Дедовичи, истребили более 2 тысяч фашистских солдат и офицеров (из них лично Егоров В. В. более 200), освободили тысячи советских граждан от угона в Германию. Кроме этого, у врага было изъято и роздано населению 3200 пудов зерна. После разгрома немецко-фашистских захватчиков под Ленинградом, по приглашению жителей Ленинграда 6 марта 1944 года партизанский полк Егорова прошёл по городу торжественным маршем. В 1944 году вступил в члены ВКП(б).
Указом Президиума Верховного Совета СССР от 2 апреля 1944 года за образцовое выполнение боевых заданий командования на фронте борьбы с немецко-фашистскими захватчиками и проявленные при этом мужество и героизм Егорову Владимиру Васильевичу присвоено звание Героя Советского Союза с вручением ордена Ленина и медали «Золотая Звезда» (№ 3401).

### В послевоенный период
В 1944 году В. В. Егоров поступил в Высшее военно-морское инженерное училище имени Ф. Э. Дзержинского, проходил корабельную практику на подводных лодках. В 1949 году окончил училище с золотой медалью. Партизанская жизнь в лесах и болотах повлияла на здоровье Егорова — в правой ноге появились сильные боли, а затем началась гангрена. Доктора пришли к выводу, что ногу не спасти и надо срочно проводить её ампутацию. 31 декабря 1949 года, в день 26-летия Егорова, врачи провели операцию.
С 1955 года Егоров проходил службу в родном училище преподавателем, а затем старшим преподавателем. В 1959 году окончил адъюнктуру и продолжил службу в должности начальника научно-исследовательской лаборатории училища. Стал кандидатом технических наук, капитаном 1 ранга-инженером. В 1970 году вышел в отставку, но до 1981 года продолжал работать в училище старшим научным сотрудником.
Владимир Васильевич Егоров был женат на Александре Семёновне, которая в первые годы войны вступила в подпольную группу, а в октябре 1943 года стала бойцом 13-й Ленинградской партизанской бригады.
Умер Владимир Васильевич Егоров 8 апреля 1981 года. Похоронен в Ленинграде на кладбище «Памяти жертв 9 января» (58 участок).

## Награды
- Медаль «Золотая Звезда» (2 апреля 1944);
- орден Ленина (2 апреля 1944);
- орден Отечественной войны 1-й степени (2 августа 1943)[4];
- орден Красной Звезды (30 декабря 1956)[4];
- медали, в том числе:

медаль «За отвагу» (15 мая 1942);
медаль «За оборону Ленинграда»;
медаль «За победу над Германией в Великой Отечественной войне 1941-1945 гг.» (9 мая 1945 года);
медаль «За боевые заслуги» (27 декабря 1951);
юбилейная медаль «30 лет Советской Армии и Флота».

## Память
- Почётный гражданин города Луга Ленинградской области (12 февраля 1969 года)[10][4].
- Почётный гражданин посёлка городского типа Дедовичи Псковской области[1][4].
- На здании училища в котором он учился (Главное Адмиралтейство в Санкт-Петербурге) установлена мемориальная доска, посвящённая В. В. Егорову[10].
- В честь Егорова названа улица в Дедовичи Псковской области[3].
- 6 марта 2013 года МБОУ «Дедовичская средняя школа № 2» присвоено имя Героя Советского Союза В. В. Егорова[3][12].
- 9 декабря 2013 года на здании Дедовичской средней общеобразовательной школы № 1 и 30 декабря 2013 года на здании МБОУ «Дедовичская средняя школа № 2», в которых учился Егоров, установлены мемориальные доски в честь героя[3].